# ロミーとミッシェルの場合
『ロミーとミッシェルの場合』（ロミーとミッシェルのばあい、原題：Romy and Michele's High School Reunion）は、1997年に公開されたアメリカ映画。ソフトタイトルは『ロミー&ミッシェル』。

## ストーリー
ロサンゼルスでお気楽人生を満喫するロミーとミッシェルは『プリティ・ウーマン』が大好きな幼なじみでルームメイト。偶然、再会した同級生のヘザーからアリゾナ州ツーソンで高校卒業10年目の同窓会に出ないのと聞かれる。彼女らは底意地の悪いクリスティとボーイフレンドのビリーに卒業パーティーで恥をかかされた事を思い出す。キャッシャーと無職という現在の境遇では同級生を見返せないという思いから、2週間で仕事と恋人を見つけようとヴェルサーチやお見合い番組の申込に行ったり奮闘するも、減量も失敗。
ロミーは同僚のラモンに借りたジャガーコンパーチブルにキャリアっぽいスーツで乗り込む。ガリ勉だったヘザーが新しい煙草の巻紙を発明して大成功したというので、誰でも知っていて誰も発明者を知らないもの、「ポスト・イット」の発明者ロミーとそのデザイナーのミッシェルを演じることに。道中、ライバル意識が燃え、口喧嘩して「同窓会では別行動よ」と絶交。同窓会で宿敵クリスティと取り巻きたちに遭遇したロミーはサクセス・ストーリーをでっち上げる。ミッシェルはリムジンで来たサンディと同乗。卒業後、最も変身した人に二人が選ばれ、70年後も喧嘩しているという夢を見る。来ないはずのヘザーが来て「考案者は3Ｍ社のアート・フライよ」と言い放ち、嘲笑される。ロミーを救ったのはミッシェルで、「昔のように楽しめばいいのよ」と、普段の派手なファッションに身を包み、「私たちのパーティーはこれからよ！」と反撃を開始。下品というクリスティに『ヴォーグ』の編集者となった同級生のリサが誉める。自家用ヘリでサンディが登場して、「どうしても手に入れられないものは君だよ、ミシェル」。ヘザーもカップルに。ビリーに言い寄られ、彼と結婚して幸せだというクリスティが悲惨な結婚生活ということも分かる。
6ヶ月後、2人はブティックを共同経営していた。

## キャスト
※括弧内は日本語吹替
- ロミー・ホワイト - ミラ・ソルヴィノ（小山茉美）
- ミッシェル・ワインバーガー - リサ・クドロー（勝生真沙子）
- ヘザー・ムーニー - ジャニーン・ガラファロー（小宮和枝）
- サンディ・フリンク - アラン・カミング（江原正士）
- クリスティ・マスターズ - ジュリア・キャンベル（水谷優子）
- ビリー・クリスチャンソン - ヴィンセント・ヴェントレスカ（宮本充）
- リサ・ルーダー - エレイン・ヘンドリックス（玉川紗己子）
- シェリル・クイック - ミア・コテット（小金澤篤子）
- ケリー・ポッセンジャー - クリスティン・バウアー（吉田美保）
- トビー・ウォルターズ - カムリン・マンハイム（さとうあい）
- ラモン - ジェイコブ・バルガス（水野龍司）
- カウボーイ - ジャスティン・セロー（田中正彦）

## スタッフ
- 監督：デヴィッド・マーキン
- 製作：ローレンス・マーク
- 製作総指揮：バリー・ケンプ、ロビン・シフ
- 脚本：ロビン・シフ
- 撮影：レイナルド・ヴィラロボス
- 音楽：スティーヴ・バーテック、ジェームズ・ニュートン・ハワード
- 編集：デヴィッド・フィンファー
- 衣裳デザイン：モナ・メイ

## 舞台
本映画の舞台化したミュージカル作品が、2017年にアメリカのシアトルにある5th アベニュー・シアターで上演。脚本は映画に続き、ロビン・シフが担当。グウェンドリン・サンフォードとブランドン・ジェイが作詞・作曲を担当。ロミー役はAJ・ミシャルカ、ミッシェル役はステファニー・ウォールが務める。